# 3797 Ching-Sung Yu
3797 Ching-Sung Yu è un asteroide della fascia principale. Scoperto nel 1987, presenta un'orbita caratterizzata da un semiasse maggiore pari a 3,2174137 au e da un'eccentricità di 0,1387102, inclinata di 0,84831° rispetto all'eclittica.
L'asteroide è dedicato all'astronomo sino-statunitense Ching-Sung Yü.